# Nina Brunner
Nina Brunner (nacida Nina Betschart, Zug, 14 de octubre de 1995) es una deportista suiza que compite en voleibol, en la modalidad de playa.
Participó en los Juegos Olímpicos de París 2024, obteniendo una medalla de bronce en el torneo femenino (haciendo pareja con Tanja Hüberli). Ganó una medalla de oro en los Juegos Europeos de Bakú 2015 y cuatro medallas en el Campeonato Europeo de Vóley Playa entre los años 2018 y 2023.

## Palmarés internacional
| Juegos Olímpicos   | Juegos Olímpicos       | Juegos Olímpicos  | Juegos Olímpicos |
| Año                | Lugar                  | Medalla           | Pareja           |
| ------------------ | ---------------------- | ----------------- | ---------------- |
| 2024               | París (Francia)        | Medalla de bronce | Tanja Hüberli    |
| Juegos Europeos    |                        |                   |                  |
| Año                | Lugar                  | Medalla           | Pareja           |
| 2015               | Bakú (Azerbaiyán)      | Medalla de oro    | Nicole Eiholzer  |
| Campeonato Europeo |                        |                   |                  |
| Año                | Lugar                  | Medalla           | Pareja           |
| 2018               | La Haya (Países Bajos) | Medalla de plata  | Tanja Hüberli    |
| 2021               | Viena (Austria)        | Medalla de oro    | Tanja Hüberli    |
| 2022               | Múnich (Alemania)      | Medalla de plata  | Tanja Hüberli    |
| 2023               | Viena (Austria)        | Medalla de oro    | Tanja Hüberli    |